# Amsterdam Crusaders 2019
Questa voce raccoglie le informazioni riguardanti gli Amsterdam Crusaders nelle competizioni ufficiali della stagione 2019.

## Maschile

### Prima squadra

#### Eredivisie 2019

##### Stagione regolare
| Leida 24 febbraio 2019, ore 14:00 | Lightning Leiden | 0 – 54 referto | Amsterdam Crusaders | Lightning Field |

| Amsterdam 9 marzo 2019, ore 19:00 | Amsterdam Crusaders | 39 – 0 referto | Arnhem Falcons | Sportpark Sloten |

| Almere 17 marzo 2019, ore 14:00 | Flevo Phantoms | 6 – 69 referto | Amsterdam Crusaders | Sportpark de Marken |

| Amsterdam 31 marzo 2019, ore 14:00 | Amsterdam Crusaders | 34 – 6 referto | Hilversum Hurricanes | Sportpark Sloten |

| Amsterdam 5 maggio 2019, ore 14:00 | Amsterdam Crusaders | 42 – 3 referto | Lelystad Commanders | Sportpark Sloten |

| Loosdrecht 11 maggio 2019, ore 19:00 | Hilversum Hurricanes | 7 – 42 referto | Amsterdam Crusaders |  |

| Utrecht 19 maggio 2019, ore 14:00 | Utrecht Dominators | 6 – 80 referto | Amsterdam Crusaders | Sportpark Overdreecht Noord |

| Amsterdam 25 maggio 2019, ore 19:00 | Amsterdam Crusaders | 42 – 0 referto | Groningen Giants | Sportpark Sloten |

| Arnhem 2 giugno 2019, ore 14:00 | Arnhem Falcons | 0 – 68 referto | Amsterdam Crusaders | Sportpark Cranevelt |

| Amsterdam 15 giugno 2019, ore 19:00 | Amsterdam Crusaders | 76 – 0 referto | Flevo Phantoms | Sportpark Sloten |

##### Playoff
| Amsterdam 23 giugno 2019, ore 14:00 | Amsterdam Crusaders | 62 – 0 referto | Lightning Leiden | Sportpark Sloten |

| Amsterdam 7 luglio 2019, ore 19:00 | Amsterdam Crusaders | 37 – 7 referto | Lelystad Commanders | Nationaal Rugby Centrum Amsterdam |

#### European Football League 2019
| Potsdam 9 giugno 2019 | Potsdam Royals | 62 – 12 (28-0 14-0 13-6 7-6) | Amsterdam Crusaders | Luftschiffhafen (2300 spett.) |

### Seconda squadra

#### Eerste Divisie 2019

##### Stagione regolare
| Nimega 10 marzo 2019, ore 14:00 | Nijmegen Pirates | 20 – 0 referto | Amsterdam Crusaders II |  |

| Amsterdam 24 marzo 2019, ore 14:00 | Amsterdam Crusaders II | 12 – 22 referto | Maastricht Wildcats |  |

| Amsterdam 14 aprile 2019, ore 14:00 | Amsterdam Crusaders II | 0 – 47 referto | 010 Trojans |  |

| Tilburg 5 maggio 2019, ore 14:00 | Eindhoven Predators | 50 – 6 referto | Amsterdam Crusaders II |  |

| Amsterdam 12 maggio 2019, ore 14:00 | Amsterdam Crusaders II | 0 – 20 (a tavolino) referto | Den Haag Raiders '99 |  |

| Amsterdam 26 maggio 2019, ore 14:00 | Amsterdam Crusaders II | 20 – 0 (a tavolino) referto | Enschede Broncos |  |

| Amsterdam 2 giugno 2019, ore 14:00 | Amsterdam Panthers | 20 – 0 (a tavolino) referto | Amsterdam Crusaders II |  |

### Statistiche di squadra
| Competizione            | %Vittorie | In casa | In casa | In casa | In casa | In casa | In casa | In trasferta | In trasferta | In trasferta | In trasferta | In trasferta | In trasferta | Totale | Totale | Totale | Totale | Totale | Totale |
| Competizione            | %Vittorie | G       | V       | N       | P       | Pf      | Ps      | G            | V            | N            | P            | Pf           | Ps           | G      | V      | N      | P      | Pf     | Ps     |
| ----------------------- | --------- | ------- | ------- | ------- | ------- | ------- | ------- | ------------ | ------------ | ------------ | ------------ | ------------ | ------------ | ------ | ------ | ------ | ------ | ------ | ------ |
| ED - Stagione regolare  | 1.000     | 5       | 5       | 0       | 0       | 233     | 9       | 5            | 5            | 0            | 0            | 313          | 19           | 10     | 10     | 0      | 0      | 546    | 28     |
| ED - Playoff            | 1.000     | 2       | 2       | 0       | 0       | 99      | 7       | 0            | 0            | 0            | 0            | 0            | 0            | 2      | 2      | 0      | 0      | 99     | 7      |
| EFL                     | .000      | 0       | 0       | 0       | 0       | 0       | 0       | 1            | 0            | 0            | 1            | 12           | 62           | 1      | 0      | 0      | 1      | 12     | 62     |
| Totale prima squadra    | .923      | 7       | 7       | 0       | 0       | 332     | 16      | 6            | 5            | 0            | 1            | 325          | 81           | 13     | 12     | 0      | 1      | 657    | 97     |
| EeD - Stagione regolare | .143      | 4       | 1       | 0       | 3       | 32      | 89      | 3            | 0            | 0            | 3            | 6            | 90           | 7      | 1      | 0      | 6      | 38     | 179    |
| Totale seconda squadra  | .143      | 4       | 1       | 0       | 3       | 32      | 89      | 3            | 0            | 0            | 3            | 6            | 90           | 7      | 1      | 0      | 6      | 38     | 179    |
| Totale                  | .650      | 11      | 8       | 0       | 3       | 364     | 105     | 9            | 5            | 0            | 4            | 331          | 171          | 20     | 13     | 0      | 7      | 695    | 276    |

## Femminile

### Queen's Football League 2019
| Rotterdam 15 dicembre 2019, ore 15:00 | Amsterdam Cats | 0 – 18 | Mönchengladbach Wolfpack Ladies |  |

### Statistiche di squadra
| Competizione | %Vittorie | In casa | In casa | In casa | In casa | In casa | In casa | In trasferta | In trasferta | In trasferta | In trasferta | In trasferta | In trasferta | Totale | Totale | Totale | Totale | Totale | Totale |
| Competizione | %Vittorie | G       | V       | N       | P       | Pf      | Ps      | G            | V            | N            | P            | Pf           | Ps           | G      | V      | N      | P      | Pf     | Ps     |
| ------------ | --------- | ------- | ------- | ------- | ------- | ------- | ------- | ------------ | ------------ | ------------ | ------------ | ------------ | ------------ | ------ | ------ | ------ | ------ | ------ | ------ |
| QFL          | .000      | 0       | 0       | 0       | 0       | 0       | 0       | 1            | 0            | 0            | 1            | 0            | 18           | 1      | 0      | 0      | 1      | 0      | 18     |
| Totale       | .000      | 0       | 0       | 0       | 0       | 0       | 0       | 1            | 0            | 0            | 1            | 0            | 18           | 1      | 0      | 0      | 1      | 0      | 18     |